# Biełoje Morie
Biełoje Morie (ros. Белое Море) – miejscowość w Rosji, w obwodzie murmańskim w rejonie kandałakszskim. W 2010 roku zamieszkane przez 660 osób.
Miejscowość położona jest na brzegu zatoki Kandałaksza. Na jej obszarze znajduje się port naftowy Witino. Przez Biełoje Morie przebiega linia kolejowa, łącząca Kandałakszę z Biełomorskiem.